# Xanthorhoe hoyeri
Xanthorhoe hoyeri là một loài bướm đêm trong họ Geometridae.